# Giuseppe Venanzio Marvuglia

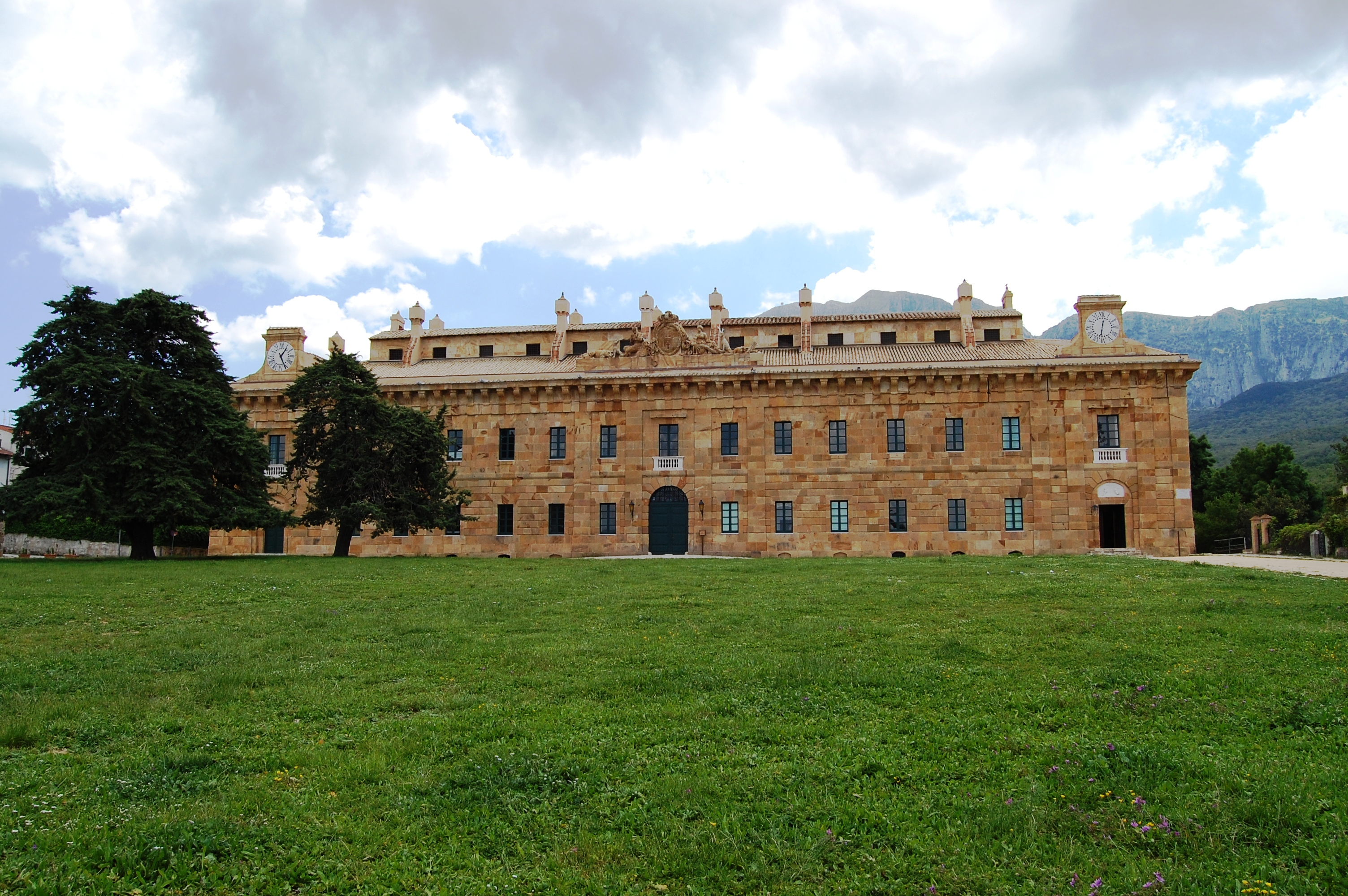
Giuseppe Venanzio Marvuglia: Palazzina Ficuzza

Giuseppe Venanzio Marvuglia (* 6. Februar 1729 in Palermo; † 19. Dezember 1814 ebenda) war ein italienischer Architekt des späten Barocks und Frühklassizismus.
Von 1747 bis 1759 studierte Marvuglia in Rom, wo er 1758 den zweiten Preis des Wettbewerbes der Accademia di San Luca gewann. 1759 kehrte er mit einer klassizistisch geprägten Ausbildung nach Sizilien zurück.
Er unterrichtete an der Università degli Studi di Palermo von 1780 bis 1805, wo er Inhaber der Professur Praktische Geometrie, bürgerliche Architektur und Wasserbau war, die 1779 innerhalb der philosophischen Fakultät gegründet wurde.
1805 wurde Marvuglia als auswärtiges Mitglied in die Académie des Beaux-Arts aufgenommen.

## Werk

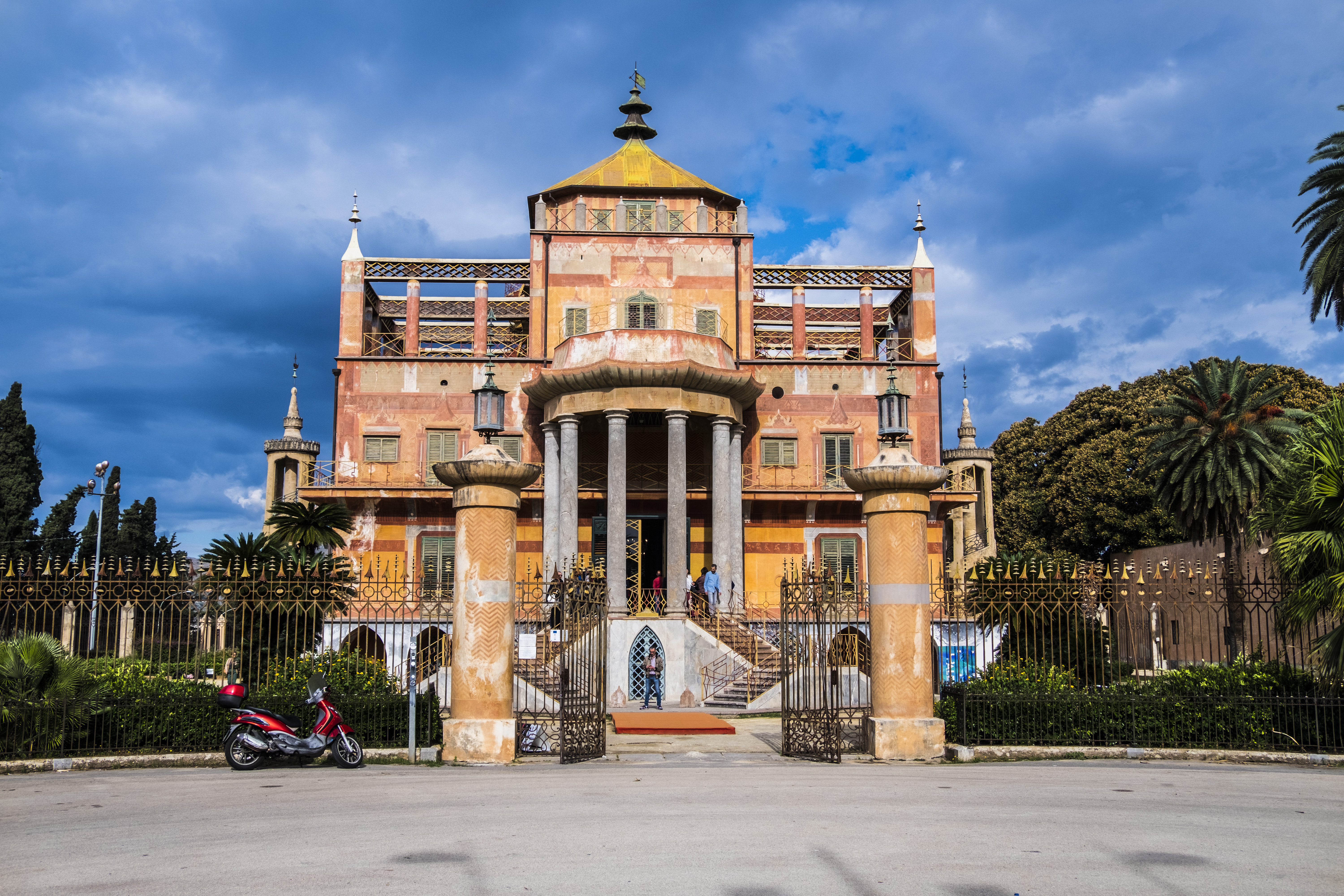
Palazzina Cinese

- Oratorio di San Filippo in Palermo (1760)
- Renovierung und Ausbau der Abbazia di San Martino delle Scale, Bibliothek (1733)
- Chiesa di San Francesco di Sales (1772–1778)
- Ausführung des Albergo dei Poveri in Palermo zusammen mit Nicolò di Puglia
- Villa der Villarosa in Bagheria Ende des 18. Jahrhunderts
- Palazzo Geraci und Palazzo Ventimiglia, auch Riso genannt in Palermo (1784)
- Caldarium und Tepidarium des Botanischen Gartens von Palermo (1789–1795)
- Palazzina Cinese in Palermo (1790)
- Projekt zum Umbau des Convento di San Giuseppe dei Teatini zum Nutzen der Universität von Palermo
- Palazzina della Ficuzza
- Gestaltung der Piazza Caracciolo alla Vucciria in Palermo
- Ergänzung eines Bogenganges am Monte di Pietà in Palermo

## Auszeichnungen
- Zweiter Preis des Concorso Clementino